# Sciopero (album)
Sciopero è un album degli Yo Yo Mundi, pubblicato nel 2001.

## Tracce
1. Tema di sciopero – 3:34
2. I musicisti del Don: il suicidio – 3:04
3. Sciopero – 2:06
4. I bambini imitano i grandi – 1:48
5. Oggi non si lavora – 0:56
6. L'arte della fuga – 1:30
7. Lo spettro della fame – 2:25
8. Tema di sciopero: la lotta continua – 1:11
9. Tema di sciopero: aiuto compagni! – 1:41
10. Camoglenin – 1:43
11. A terra compagni – 1:56
12. Padroni tromboni – 0:42
13. Tutti i proletari del pianeta – 4:22
14. Teppaglia – 1:45
15. Il valzer delle bigonce – 1:22
16. La vodka, il fuoco e la provocazione – 2:24
17. Scherzano? Che burloni! – 2:47
18. La nuova Internazionale – 1:27
19. Tema di sciopero: la strage e i fantasmi – 6:51

## Formazione

### Gruppo
- Paolo Enrico Archetti Maestri - voce, chitarra
- Andrea Cavalieri - basso elettrico, cori
- Fabio Martino - fisarmonica, pianoforte, cori
- Eugenio Merico - batteria, cori
- Fabrizio Barale - chitarra

Altri musicisti
- Luca Olivieri - tastiera, pianoforte, campionamenti, programmazione
- Claudio Fossati - percussioni